# Catadoides vunindawa
Catadoides vunindawa là một loài bướm đêm trong họ Erebidae.